# Ray Thomas
Ray Thomas, właśc. Raymond Thomas (ur. 29 grudnia 1941 w Stourport-on-Severn, zm. 4 stycznia 2018 w Surrey) – angielski muzyk, flecista, kompozytor i wokalista zespołu The Moody Blues.

## Kariera
Na początku lat 60. dołączył do chóru Birmingham Youth Choir. Potem zaczął śpiewać w różnych grupach bluesowych i soulowych w Birmingham, jak np. The Saints and Sinners lub The Ramblers. Zaczął grać na harmonijce ustnej, a następnie z przyszłym kolegą z The Moody Blues, Johnem Lodge’em, w zespole El Riot and the Rebels. Po paru latach dołączył do nich klawiszowiec Mike Pinder. Thomas i Pinder grali później w zespole Krew Cats. El Riot and the Rebels zagrali przed The Beatles w Tenbury Wells.
Thomas i Pinder wyszukali gitarzystę Denny’ego Laine’a, perkusistę Graeme’a Edge’a i basistę Clinta Warwicka. Tak powstał zespół The Moody Blues.
Ich pierwszy album The Magnificent Moodies, zanotował pierwsze miejsce na brytyjskich listach przebojów singlem „Go Now”. Na tym albumie Thomas zaśpiewał piosenkę George’a Gershwina „It Ain’t Necessarily So”.
Po tym albumie z zespołu odszedł Warwick, a kilka miesięcy później Laine. Thomas zasugerował starego kolegę Johna Lodge’a, jako zastępcę Warwicka. Do zespołu dołączył też Justin Hayward za Laine’a. W nowym składzie zespół wydał 7 dobrze przyjętych albumów w latach 1967–1972. Thomas jest autorem takich utworów jak np. „Another Morning” i „Twilight Time” z albumu Days of Future Passed, „Dr. Livingstone, I Presume” i „Legend of a Mind” z albumu In Search of the Lost Chord, „Dear Diary” i „Lazy Day” z albumu On the Threshold of a Dream, „Floating” z albumu To Our Children’s Children’s Children, „And the Tide Rushes In” z albumu A Question of Balance, „Our Guessing Game” i „Nice to Be Here” z albumu Every Good Boy Deserves Favour oraz „For My Lady” z albumu Seventh Sojourn.
W 1972 zespół zawiesił działalność, a członkowie zajęli się projektami solowymi. Thomas wydał dwa albumy: From Mighty Oaks (1975) i Hopes, Wishes and Dreams (1976). Grupa zebrała się ponownie w 1977. Po pierwszym nowym albumie Octave zespół opuścił Pinder. W latach 80. Thomas przestał tworzyć piosenki dla zespołu. Napisał później tylko trzy utwory: „Celtic Sonant” (1991), „Never Blame the Rainbows for the Rain,” (1991) oraz „My Little Lovely” (1999).
Chociaż znany jest przede wszystkim jako flecista i harmonijkarz, był multiinstrumentalistą. Potrafił grać na m.in. oboju oraz saksofonie.
Thomas przeszedł na muzyczną emeryturę w 2002, ponieważ chorował na dnę moczanową i cukrzycę.
9 lipca 2009 ożenił się ze swoją długoletnią partnerką Lee w Walii. Zmarł na raka prostaty.